# Promozione Abruzzo 1952-1953
La Promozione fu il massimo campionato regionale di calcio disputato negli Abruzzi nella stagione 1952-1953.
La nuova massima categoria regionale presentava caratteristiche innovative, dato che pur essendo gestita dalle leghe regionali, a differenza del passato la formula del torneo era decisa direttamente dalla FIGC. A ciascun girone, che garantiva al suo vincitore la promozione in IV Serie a condizione di soddisfare le condizioni economiche richieste dai regolamenti, partecipavano sedici squadre, ed era prevista la retrocessione delle quattro peggio piazzate, anche se erano possibili aggiustamenti automatici per ripartire fra le appropriate sedi locali le squadre discendenti dalla IV Serie.
A causa delle notevoli distanze chilometriche, al Termoli fu concessa la partecipazione ai campionati gestiti dalla Lega Regionale Abruzzese. Nessuna altra squadra molisana prese parte ai campionati abruzzesi.

## Squadre partecipanti
| Squadra                     | Città (provincia)      | Stagione precedente |
| --------------------------- | ---------------------- | ------------------- |
| A.S. Città Sant'Angelo      | Città Sant'Angelo (PE) |                     |
| G.S. Dopolavoro Ferroviario | Sulmona (AQ)           |                     |
| Pol. Forza e Coraggio       | Avezzano (AQ)          |                     |
| S.S. Giulianova             | Giulianova (TE)        |                     |
| F.C. Nereto                 | Nereto (TE)            |                     |
| Pol. Orsogna                | Orsogna (CH)           |                     |
| A.C. Ortona                 | Ortona (CH)            |                     |
| A.S. Penne                  | Penne (PE)             |                     |
| A.C. Popoli                 | Popoli (PE)            |                     |
| G.S. Pratola                | Pratola Peligna (AQ)   |                     |
| S.S. Sulmona                | Sulmona (AQ)           |                     |
| A.S. Teramo                 | Teramo                 |                     |
| U.S. Termoli                | Termoli (CB)           |                     |
| U.S. Ursus                  | Pescara                |                     |
| S.S. Vastese                | Vasto (CH)             |                     |
| A.P. Virtus Lanciano        | Lanciano (CH)          |                     |

## Classifica finale
|  | Pos. | Squadra                        | Pt | G  | V  | N  | P  | GF | GS | DR  |
|  | ---- | ------------------------------ | -- | -- | -- | -- | -- | -- | -- | --- |
|  | 1.   | Sulmona                        | 48 | 30 | 21 | 6  | 3  | 73 | 25 | +48 |
|  | 2.   | Teramo                         | 46 | 30 | 19 | 8  | 3  | 84 | 20 | +64 |
|  | 3.   | Penne                          | 40 | 30 | 16 | 8  | 6  | 71 | 33 | +38 |
|  | 4.   | Giulianova                     | 37 | 30 | 15 | 7  | 8  | 61 | 37 | +24 |
|  | 5.   | Virtus Lanciano                | 36 | 30 | 14 | 8  | 8  | 56 | 35 | +21 |
|  | 6.   | Città Sant'Angelo              | 34 | 30 | 14 | 6  | 10 | 62 | 47 | +15 |
|  | 7.   | Ortona                         | 32 | 30 | 12 | 8  | 10 | 48 | 42 | +6  |
|  | 8.   | Termoli                        | 31 | 30 | 11 | 9  | 10 | 42 | 50 | -8  |
|  | 9.   | Pratola                        | 29 | 30 | 9  | 11 | 10 | 48 | 38 | +10 |
|  | 10.  | Ferroviario                    | 27 | 30 | 11 | 5  | 14 | 40 | 48 | -8  |
|  | 11.  | Nereto                         | 22 | 30 | 7  | 8  | 15 | 21 | 63 | -42 |
|  | 12.  | Ursus (-1)                     | 20 | 30 | 7  | 7  | 16 | 40 | 56 | -16 |
|  | 13.  | Orsogna                        | 20 | 30 | 6  | 8  | 16 | 32 | 68 | -36 |
|  | 14.  | Pro Vasto                      | 19 | 30 | 8  | 3  | 19 | 27 | 72 | -45 |
|  | 15.  | Forza e Coraggio Avezzano (-3) | 18 | 30 | 8  | 5  | 17 | 26 | 67 | -41 |
|  | 16.  | Popoli                         | 17 | 30 | 4  | 9  | 17 | 36 | 66 | -30 |

Legenda:
      Promosso in IV Serie 1953-1954.
  Retrocesso e in seguito riammesso.
      Retrocesso in Prima Divisione.
Regolamento:
Due punti a vittoria, uno a pareggio, zero a sconfitta.
Pari merito in caso di pari punti e spareggi in caso di pari punti in zona promozione e retrocessione.
Note:
Ursus Pescara ha scontato 1 punto di penalizzazione in classifica per una rinuncia.
Avezzano ha scontato 3 punti di penalizzazione in classifica per tre rinunce.
Sulmona campione d'Abruzzo.

### Spareggio salvezza/retrocessione
|               | Risultato |         | Luogo e data           |
| ------------- | --------- | ------- | ---------------------- |
| Ursus Pescara | 4 - 1     | Orsogna | Chieti, 14 giugno 1953 |
|               |           |         |                        |